# クロアチア語

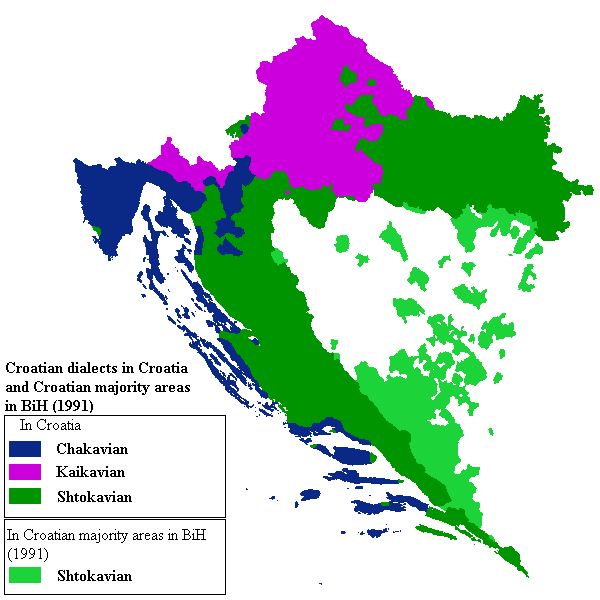
緑がシュト方言、紫がカイ方言、青がチャ方言

クロアチア語（クロアチアご、クロアチア語: hrvatski 発音 [xř̩ʋaːtskiː]）は、インド・ヨーロッパ語族スラヴ語派南スラヴ語群の言語である。クロアチアおよびボスニア・ヘルツェゴビナの公用語である。クロアチアのEU加盟により、2013年7月以降EU公用語の一つにもなっている。漢字表記では克羅地亜語、呉呂茶語など。
1991年にクロアチアがユーゴスラビア社会主義連邦共和国から独立する前は、セルビア語と同一の言語としてセルビア・クロアチア語として扱われていた。ユーゴスラビア解体後にそれぞれが別言語と主張されるようになったが、元々両者の違いは細かい正書法や表現の差異程度であり、現在でも非常に近い関係にある。セルビア語がアルファベットとしてキリル文字とラテン文字を使用するのに対し、現在のクロアチア語ではもっぱらラテン文字を使用する。歴史的にはグラゴル文字が使用されたこともあり、一部では近代まで用いられていた。
話者は主にバルカン半島に分布し、クロアチア人を中心にクロアチア、セルビア、モンテネグロ、ボスニア・ヘルツェゴビナ、リベルランドおよび他の国で話される。スロベニア語、マケドニア語とも類似している。
クロアチア国内で話される南スラヴ語群の言語変種には主にシュト方言・カイ方言・チャ方言の3種類があり、そのうち新シュト方言の東ヘルツェゴビナ方言がクロアチア語の標準語の基盤となっている。なお、セルビア語やボスニア語もシュト方言の一種から標準語が作られている。

## 文字
| A a   | B b | C c   | Č č | Ć ć | D d   | Đ đ |
| Dž dž | E e | F f   | G g | H h | I i   | J j |
| K k   | L l | Lj lj | M m | N n | Nj nj | O o |
| P p   | R r | S s   | Š š | T t | U u   | V v |
| Z z   | Ž ž | (ie)  | (ŕ) |     |       |     |

## 聖書翻訳
1622年から1638年にかけて、パグ島出身のクロアチア人言語学者バルトル・カシッチ (en:Bartol Kašić) が、クロアチア語による初の聖書完訳を達成した。しかし、政治的な理由で1999年まで出版されることはなかった。1810年代には、ザグレブの司教マクシミリヤン・ブルホヴァツ (en:Maksimilijan Vrhovac) が、クロアチア語カイ方言の聖書翻訳を提案している。

## 日本におけるクロアチア語教育
これまで、日本で高等教育機関においてクロアチア語の専門課程が設けられたことは一度もない。ただし、外国語科目としてクロアチア語の講座を設けている大学はある。
クロアチアがユーゴスラビアから独立する前の1988年、大阪外国語大学（後の大阪大学外国語学部）でセルビア人の山岸リリャーナが講師となって日本で初となるセルビア・クロアチア語の講座が開始。ユーゴスラビア解体以前、クロアチア語はセルビア語と同一言語の一方言と見なされて「セルビア・クロアチア語」と呼ばれていたので、大阪外国語大学のセルビア・クロアチア語講座を以て日本初の高等教育機関におけるクロアチア語の講座と見なすことも不可能ではない。
1997年12月、ザグレブ大学に留学経験のある三谷惠子筑波大学助教授（肩書きは当時。以下同）が、日本語で書かれたものとしては初となるクロアチア語の文法書『クロアチア語ハンドブック』を上梓した。翌1998年、東京大学で前述の三谷助教授によるクロアチア語の講座が始まった。セルビア・クロアチア語から分離したクロアチア語を高等教育機関で教授する講座としては、これが日本初となる。同年12月、同じく三谷助教授がクロアチア語の辞書『クロアチア語常用6000語』を上梓。この辞書は収録6000語と小規模ながらも、日本語で引ける初めてのクロアチア語の辞書である。